# Tican
Tican ist eine Unternehmensgruppe der fleischverarbeitenden Lebensmittelindustrie mit Hauptsitz in Thisted in Dänemark und ist Teil des Fleischkonzerns Tönnies. Zu Tican gehören mehrere Schlacht- und Weiterverarbeitungsbetriebe in Europa sowie Handelsgesellschaften in Deutschland und der Volksrepublik China. Zum Produktspektrum zählen frisches und gekühltes Schweinefleisch, Bacon, Fertiggerichte und weitere veredelte Fleischwaren.

## Kennzahlen
Im Geschäftsjahr 2013/2014 erzielte Tican mit annähernd 2300 Mitarbeitern einen Umsatz von 5,2 Mrd. Dänischen Kronen, den überwiegenden Teil davon außerhalb Dänemarks. 1,9 Millionen Schweine wurden geschlachtet.

## Struktur
Geführt wird die Tican-Gruppe von der Holding Tican A/S. Diese ist vollständig in Besitz der deutschen Tönnies Holding.
Die Tican-Gruppe besteht aus folgenden Geschäftsbereichen:
- Direct Table Foods (Bury St. Edmunds, Suffolk, Vereinigtes Königreich)
- Pro-Pak Foods (Malton, North Yorkshire, Vereinigtes Königreich)
- Zakłady Mięsne Nove (Nowe, Polen)
- Tican Foods (Vejle, Dänemark)
- Tican Chilled (Walsall, West Midlands; Boston, Lincolnshire; Chippenham, Wiltshire; Exeter, South West; Winchester, Hampshire; alle Vereinigtes Königreich)
- Tican Fresh Meat (Thisted, Dänemark)

## Geschichte
Tican entstand aus zwei unabhängig voneinander jeweils 1931 in Thisted und Fjerritslev gegründeten lokalen Schweineschlachtereien, die sich 1978 zusammenschlossen.
Die dänische Wettbewerbsbehörde untersagte Mitte 2015 einen geplanten den Zusammenschluss mit dem größten dänische Fleischkonzern Danish Crown. Zu diesem Zeitpunkt war die Genossenschaft Tican a.m.b.a mit knapp 180 Mitgliedern die alleinige Gesellschafterin der Tican-Gruppe. Im Dezember 2015 wurde eine Übernahme der Aktienmehrheit durch den größten deutschen Schweineschlachter Tönnies vereinbart. Die Übernahme erfolgte rückwirkend zum 1. Oktober 2015. Die Freigabe durch die Europäische Kommission erfolgte im Februar 2016.